# Phyllophaga teosinteophaga
Phyllophaga teosinteophaga är en skalbaggsart som beskrevs av Miguel-Angel Morón och Luis Eugenio Rivera-Cervantes 1992. Phyllophaga teosinteophaga ingår i släktet Phyllophaga och familjen Melolonthidae. Inga underarter finns listade i Catalogue of Life.